# أمريكا الروسية
أمريكا الروسية (الروسية: Русская Америка)، روسكايا أمريكا؛ (بالإنجليزية: Russian America)، كان اسم الممتلكات الاستعمارية الروسية في الأمريكتين من 1733 إلى 1867 التي هي اليوم الولاية الأمريكية ألاسكا وكاليفورنيا ومينائين في هاواي. التكوين الرسمي للممتلكات لم يحدث حتى اوكاسه (إعلان أو فرمان من القيصر) في 1799، الذي أسس احتكار الشركة الروسية الأمريكية كما منح الكنيسة الروسية الأرثوذكسية بعض الحقوق في الممتلكات الجديدة.
في القرن 19 تم التخلي عن الكثير من ممتلكاتها. في عام 1867 باعت روسيا اخر ممتلكاتها المتبقية إلى الولايات المتحدة بمبلغ 7.2 ملايين دولار (130 مليون دولار في يومنا هذا).

## الاستعمار الروسي

### منذ بدايات 1740 إلى 1800
ابتداءً من عام 1743، بدأت جماعات صغيرة من تجار الفراء في الإبحار من شواطئ المحيط الهادئ الروسي إلى جزر «ألوتيان». وعندما أصبحت الرحلات المتجهة من روسيا الآسيوية إلى أمريكا رحلات وحملات تدوم لفترة طويلة (من عامين إلى أربعة أعوام أو أكثر)، أسس أفراد الأطقم مراكزَ ومحطات للصيد والتجارة. بحلول أواخر تسعينيات القرن الثامن عشر صار بعضها بمثابة مستعمرات دائمة. أتى ما يقرب من نصف تجار الفراء هؤلاء من مختلف الأراضي الأوروبية للإمبراطورية الروسية، في نفس الوقت الذي كان للآخرين أصول سيبيرية أو مختلطة.
وبدلًا من الذهاب للصيد في الحياة البحرية بأنفسهم، أجبر «البروميشلنكي» الروس الأليوطيين على القيام بالأعمال لصالحهم، وكان كثيرًا ما يتم ذلك عبر أخذ أفراد أسرهم رهائن مقابل الحصول على فراء الصيد الذي يحصلون عليه. يشبه هذا النمط من الاستغلال الاستعماري بعض ممارسات «البروميشلنكي» الروس أثناء توسعهم في سيبيريا والشرق الأقصى الروسي. ومع انتشار الخبر عن الثروات الكامنة في تجارة الفراء، اشتدت المنافسة بين الشركات الروسية وزاد استعباد «الأليوطيين». أعلنت كاثرين العظيمة، التي صارت إمبراطورة روسيا سنة 1763، عن حسن نيتها تجاه «الأليوطيين» وحثت رعاياها على معاملتهم بإنصاف. وقد تمكنت جماعات من التجار، وبصورة نسبية، من التعايش السلمي مع السكان المحليين، وذلك في بعض الجزر، وفي أجزاء من شبه جزيرة ألاسكا. ولكن لم تتمكن جماعات أخرى من السيطرة على التوترات، ما أدى إلى ارتكاب أعمال عنف. أُخذت الرهائن، وتفرَّقت العائلات، واضطر الناس إلى ترك قراهم والاستقرار في مكان آخر. وقد أدت المنافسة المتنامية بين الشركات التجارية -التي اندمجت في شركات أقل عددًا وأكثر قوة- إلى نشوب صراعات عملت على زيادة حدة العلاقات مع السكان الأصليين. وعلى مر السنين، أصبح الوضع كارثيًا.
مع انخفاض أعداد الحيوانات، اضطر «الأليوطيين»، الذين أفرطوا بالفعل في الاعتماد على اقتصاد المقايضة الجديد -المعزز بتجارة الفرو الروسية- على خوض مجازفات خطيرة في المياه شديدة الخطورة في شمال المحيط الهادئ، وذلك من أجل اكتساب المزيد من ثعالب الماء. ومع احتكار شركة «شيليكوف غولكوف» في الفترة 1783-1799 لتجارة الفرو، تحول استخدامها للمناوشات وحوادث العنف إلى عنف ممنهج كأداة للاستغلال الاستعماري للسكان الأصليين. وعندما ثار«الأليوطيون»، وحققوا بعض الانتصارات، انتقم الروس، فقتلوا الكثير منهم، ودمروا قواربهم وأدوات صيدهم، ولم يتركوا لهم أي وسيلة للبقاء على قيد الحياة. كانت الأمراض هي أشد التأثيرات تدميرًا: فخلال الجيلين الأولين من مخالطة الروس (1741/1759-1781/1799)، مات نحو 80% من السكان «الأليوطيين» جراء أمراض أوروبية آسيوية مزمنة، وقد كانت هذه الأمراض متفشية بين الأوروبيين آنذاك، لكن لم يكن لدى «الأليوطيين» مناعة ضد الأمراض الجديدة.
على الرغم من أن مستعمرة ألاسكا لم تكن مربحة بسبب تكاليف النقل، كان معظم التجار الروس مصممين على الاحتفاظ بالأرض لأنفسهم. وفي عام 1784، وصل «غريغوري إيفانوفيتش شيليكوف» -منشئ شركة «ألاسكا الروسية» التي تطورت فأصبحت الإدارة الاستعمارية في ألاسكا- إلى خليج «ثري ساينتس» في جزيرة «كودياك» بسفنتين هما «ثري ساينتس» و«سانت سيمون». أزعج أهالي «كونياغ ألاسكا» الحزب الروسي، فرد «شيليكوف» بقتل المئات وأخذ الرهائن لإرغام البقية على الطاعة. وبعد إرساء سلطته في جزيرة «كودياك»؛ أسس «شيليكوف» على خليج «ثري ساينتس» ثاني مستوطنة روسية دائمة في ألاسكا (التي أصبحت مستوطنة بعد أونالاسكا بصورة دائمة منذ عام 1774)
في عام 1790، قام «شيليكوف»، الذي عاد إلى روسيا، بتعيين «ألكسندر أندرييفتش بارانوف» لإدارة مشروع الفراء الخاص به في ألاسكا. فنقل «بارانوف» المستعمرة إلى الطرف الشمالي الشرقي لجزيرة «كودياك» حيث يتوافر الخشب هناك. تطور الموقع فيما بعد، وأصبح يعرف الآن بمدينة «كودياك». وقد اتخذ المستعمرون الروس من نساء «كونياغ» زوجات، وأسسوا عائلات ما تزال ألقابها مستمرة حتى اليوم، مثل «باناماروف» و«بيريكوف» و«كفاسنيكوف». وفي سنة 1795، انتاب «بارانوف» القلق من رؤية الأوروبيين غير الروس يتاجرون مع السكان الأصليين في جنوب شرق ألاسكا، فأنشأ «ميخايلوفسك» على بعد ستة أميال (10 كم) شمال «سيتكا» الحالية. وقد اشترى الأرض من «قبائل التلينغت»، لكن في عام 1802، بينما كان «بارانوف» في الخارج، هاجمت قبائل مستعمرة مجاورة من التليغنت «مستعمرة ميخايلوفسك» ودمرتها. عاد بارانوف بسفينة حربيّة روسيّة ودمر قريتهم. وبدأ في بناء مستعمرة «أرشانغل الجديدة» على أنقاض «ميخايلوفسك». وقد أصبحت المستعمرة الجديدة عاصمة أمريكا الروسية، ثم فيما بعد أصبحت مدينة سيتكا الحالية.
بينما نجح «بارانوف» في تأمين المستوطنات الروسية في ألاسكا، واصلت عائلة «شيليكوف» العمل بين كبار القادة للفوز باحتكار تجارة الفراء في ألاسكا. وفي عام 1799، حاز صهر «شيليكوف» المدعو «نيكولاي بتروفيتش ريزانوف» على احتكار تجارة الفراء الأمريكية من القيصر «بول الأول». أسس «ريزانوف» الشركة الروسية الأمريكية. وفي جزء من الصفقة، توقع القيصر أن تنشئ الشركة مستعمرات جديدة في ألاسكا، وأن تنفذ الشركة برنامجًا موسعًا للاستعمار.